# 젠빙궈쯔

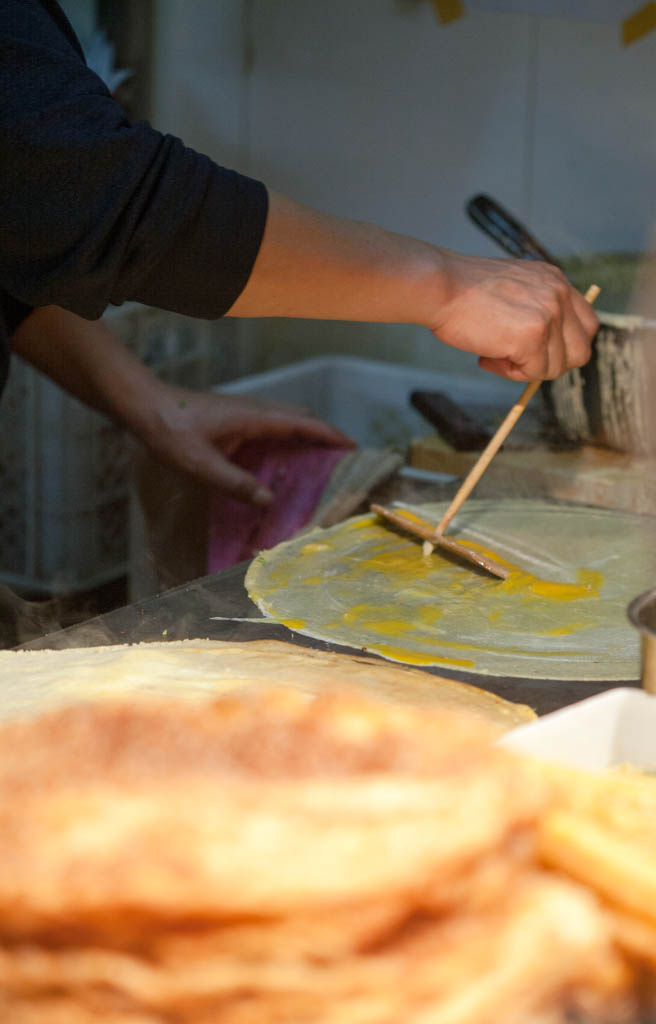
젠빙궈쯔

젠빙궈쯔(중국어 간체자: 煎饼果子, 정체자: 煎餠餜子, 병음: Tiānjīn jiānbǐng 전병과자[*])는 중국 톈진의 길거리 음식 종류로, 중국인들이 많이 먹는 음식 중 하나이다.
젠빙을 이용해서 유탸오를 말아서 만든다. 먹을 때는 면장(麵醬)과 대파 그리고 잘게 썬 파를 첨가하기도 한다. 북쪽 지방에서는 유탸오를 궈쯔(餜子)라고 한다. 톈진 유탸오는 난징, 상하이 일대와 유사하고, 중국 북부의 다른 도시와는 다르며, 비교적 작고 조밀하며, 남방에서부터 도입한 제조 방법이다. 톈진 젠빙 제작은 산둥 지역에서부터 도입하였고, 더욱 더 작게 만들어졌다. 길이는 유탸오 하나 크기 정도가 되고, 좁쌀 혹은 녹두로 만든 면을 사용하여 만든다. 때로는 계란을 사용하는데, 이것을 지단젠삥궈쯔(鷄蛋煎餠餜子)라고 부른다.
베이징 거의 대부분 지역에서는 젠빙에 계란을 넓게 펴 바르고, 박취(薄脆)를 넣어 말고 그 위에다 검은 깨, 고수, 톈몐장(甛麵醬: 단 맛이 나는 된장) 혹은 라몐장(辣麵醬)을 첨가한다. 요즘에 들어서 좁쌀을 사용하는 것이 유행이며, 자미(紫米: 복건성에 나는 색이 붉은 쌀) 혹은 옥수수면을 젠빙으로 많이 만들고 있다. 심지어, 금방 만든 뜨거운 젠빙에다 냉동 소고기를 넣기도 한다.
젠빙궈쯔는 아침 식사로 비교적 데우기가 쉬워 최근에는 북방 각 도시에서 상당한 인기가 있다. 베이징에서는 1980년대부터 이미 톈진에서 도입하기 시작했다.

## 같이 보기
- 젠빙